# Фабр, Андрей Яковлевич
Андрей Яковлевич Фабр (20 августа 1789 — 24 января 1863) — екатеринославский губернатор в 1847—1857 годах.

## Биография
Андрей Яковлевич Фабр родился 20 августа 1789 года в селе Суук-Су, тогда Феодосийского уезда Таврической губернии, в семье уроженца Швейцарии, директора казённых виноградных садов в Судацкой долине Якова Фабра и Марии Гроскрейц (Гроскройц), немки по происхождению. В 1792 году Яков Фабр переехал в Симферополь и в том же году умер.
Хотя родители были протестантского вероисповедания, сына крестили в православной вере. Мать растила его одна, он получал домашнее образование, что не помешало ему сдать экзамены для чиновников в Харьковском университете в 1819 году. Однако свою служебную карьеру он начал 25 мая 1804 года канцеляристом в Таврической казённой экспедиции… в 15 (!) лет. В 1808 г., в возрасте 20 лет, Андрей Фабр назначается главным форштмайстером-смотрителем лесов всей Таврической губернии. На этой должности Фабр пробыл 11 лет, до 1819 г. С 1819 г. Фабр поступил на службу в канцелярию Таврического гражданского губернатора «для ведения следственных дел». В 1823 г. Фабра назначили советником губернского правления, а в 1825 г. А. Я. Фабр стал Таврическим губернским прокурором.
С 1833 по 1847 г. Фабр был начальником канцелярии графа Воронцова. В 1833 г. он получил чин статского советника, в 1837 г. — действительного статского советника. С 1841 года состоял членом Совета Министра внутренних дел.

### Губернаторство
24 января 1847 г. Андрей Яковлевич Фабр был назначен екатеринославским губернатором. С любимого ему города на Чёрном море — Одессы — он переезжает в Екатеринослав — «несбывшуюся» третью столицу Российской империи.
Город тогда находился в упадке. Медленно осваивалась Соборная гора, Екатерининский проспект был улицей, проспектом, пастбищем для скота и городским каналом (когда проходили дожди).
Сразу приехав в Екатеринослав, Фабр серьёзно увлёкся идеей реконструкции центральной части города. И за пару лет он радикально изменил губернский центр.
Как вспоминала жена регента екатеринославского архиерейского хора Александра Никитична Молчанова, изменения кардинальные — «Сообщение нашей горы (Соборной) с нижним городом улучшилось с приездом губернатора Фабра… Затем начали срезывать гору. Начиная от нынешней семинарии и вниз до казначейства, начали орать улицу в несколько плугов, а потом сбивали короткими перекладинами по две доски, положенные ребром; к концам этого ящика припрягали по несколько волов и стаскивали взоранную землю вниз; потом снова орали и стаскивали землю, и так продолжали до тех пор, пока срезали весь бугор. Тогда закипела новая работа: одни перила ставят, другие шоссе прокладывают, а третьи дерева сажают. Фабр все, бывало, сидит на балконе и наблюдает за работой».
В первые три года губернаторства А. Я. Фабра (1847—1849) речку заключили в коллектор, устроили водоотвод, упорядочили рельеф нагорной части, насадили двухрядный бульвар по проспекту от нынешней улицы Вернадского до оперного театра, устроили шоссе. Фабру наконец-то удалось прочно соединить нагорную и прибрежную части Екатеринослава.
Губернатор лично занимался благоустройством главной улицы. Он высадил по проспекту тополя, клёны и большие кусты сирени, которые в период своего расцвета подвергались жёсткой «обработке», со стороны любителей красивых сиреневых букетов. Лично за руку отводил губернатор таких «любителей» к смотрителям и просил наказать их строго! А на ухо смотрителям говорил, что будто только пугайте, а сечь не надо. На проспекте строго-настрого запрещалось выпасать домашних животных — многим пришлось распродать своих свиней и кур.
1849 г. начальник губернии Андрей Фабр и директор училищ Екатеринославской губернии Яков Грахов по собственной инициативе организовали «Екатеринославский общественный музеум». Единственный музей основан был по личной инициативе, без всякой финансовой поддержки. Уже после смерти губернатора финансировать музей никто не хотел — он был мал, ему отвели маленькую комнату в доме дворянского собрания, что было не удобно. Хранились тогда в «музеуме» несколько серебряных и медных монет, «древние Египетские предметы», вещи, найденные в курганах по всей губернии и др.
В общем судьба фабровского «музеума» сложилась не очень успешно. Казна и дальше не хотела платить за музей, и его передали на баланс местной мужской гимназии. Тем не менее, современный исторический музей им. Д. И. Яворницкого ведёт отсчёт своего основания именно от 1849 г., когда начали формироваться музейные коллекции.
Губернатору Фабру принадлежит заслуга в превращении Екатеринославской губернии в один из главных тыловых центров в период Крымской войны (1853—1856) и обороны Севастополя. Губернатор курировал вопросы сопровождения войск и своевременных поставок продовольствия, снаряжения, фуража в действующую армию на Юге. В Екатеринославе и других городах губернии (Александровск, Павлоград, Никополь) по распоряжению Фабра были устроены многочисленные госпитали для раненных русских солдат и военнопленных.
Такой госпиталь для раненых при обороне Севастополя был и в Екатеринославе, на территории губернской земской больницы — теперь областной больницы имени Мечникова. Умерших от ранений хоронили на ближайшем склоне холма, кладбище назвали Севастопольским. Позднее оно разрослось во второе городское. В 1955 г. на месте остатков старого кладбища разбили Севастопольский парк с внушительным монументом, который сейчас пришёл в упадок.

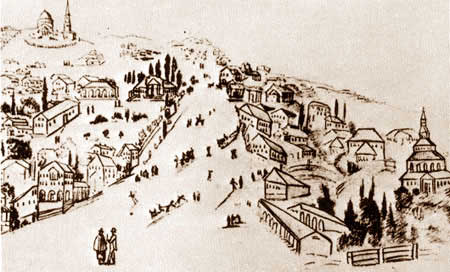
Екатеринослав глазами Ивана Айвазовского (1834 год).

### Отставка и дальнейшая жизнь
В 1857 г. Фабр вышел в отставку в чине тайного советника и переехал в Симферополь, где продолжил свои занятия общественной и научной деятельностью.
По выходе в отставку Фабра наградили орденом Белого Орла и когда он навсегда покидал Екатеринослав, на прощальном обеде один из присутствующих сказал ему: «Вы от нас улетаете на крыльях белого Орла!».
В Крыму он не сидел сложа руки. Пытался заниматься общественно полезной деятельностью. Был членом от правительства Таврического губернского присутствия по крестьянскому делу. Это было время, когда готовилась реформа по освобождению крестьян, и Фабр активно участвовал в её проведении.

### Смерть

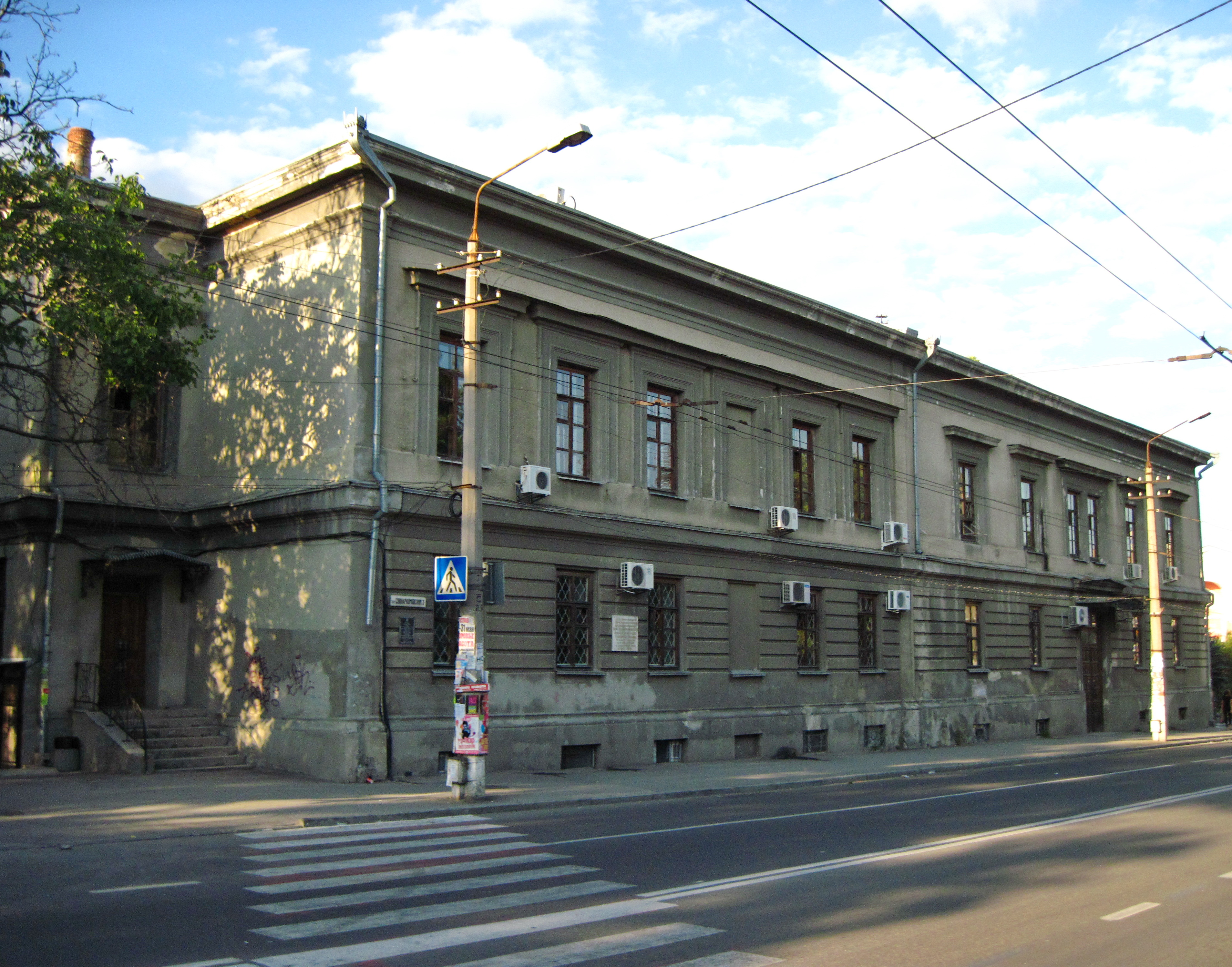
Сиротский приют им. Фабра

24 января 1863 г. Андрей Яковлевич Фабр умер в Симферополе. А 30 ноября 1864 г. в полном соответствии с завещанием покойного в Симферополе открылся приют для мальчиков, получивший имя А. Я. Фабра. Он просуществовал до Гражданской войны, когда был разграблен, погиб и личный архив Фабра, хранившийся здесь. Однако дом, где находился приют, сохранился, он стоит в самом центре Симферополя, и здесь располагается Министерство образования Автономной Республики Крым.
Похоронили А. Я. Фабра в собственном имении Ана-Эли близ Симферополя в специальном склепе, возле могилы его любимой матери, прах которой он когда-то перенёс из Одессы.

## Память

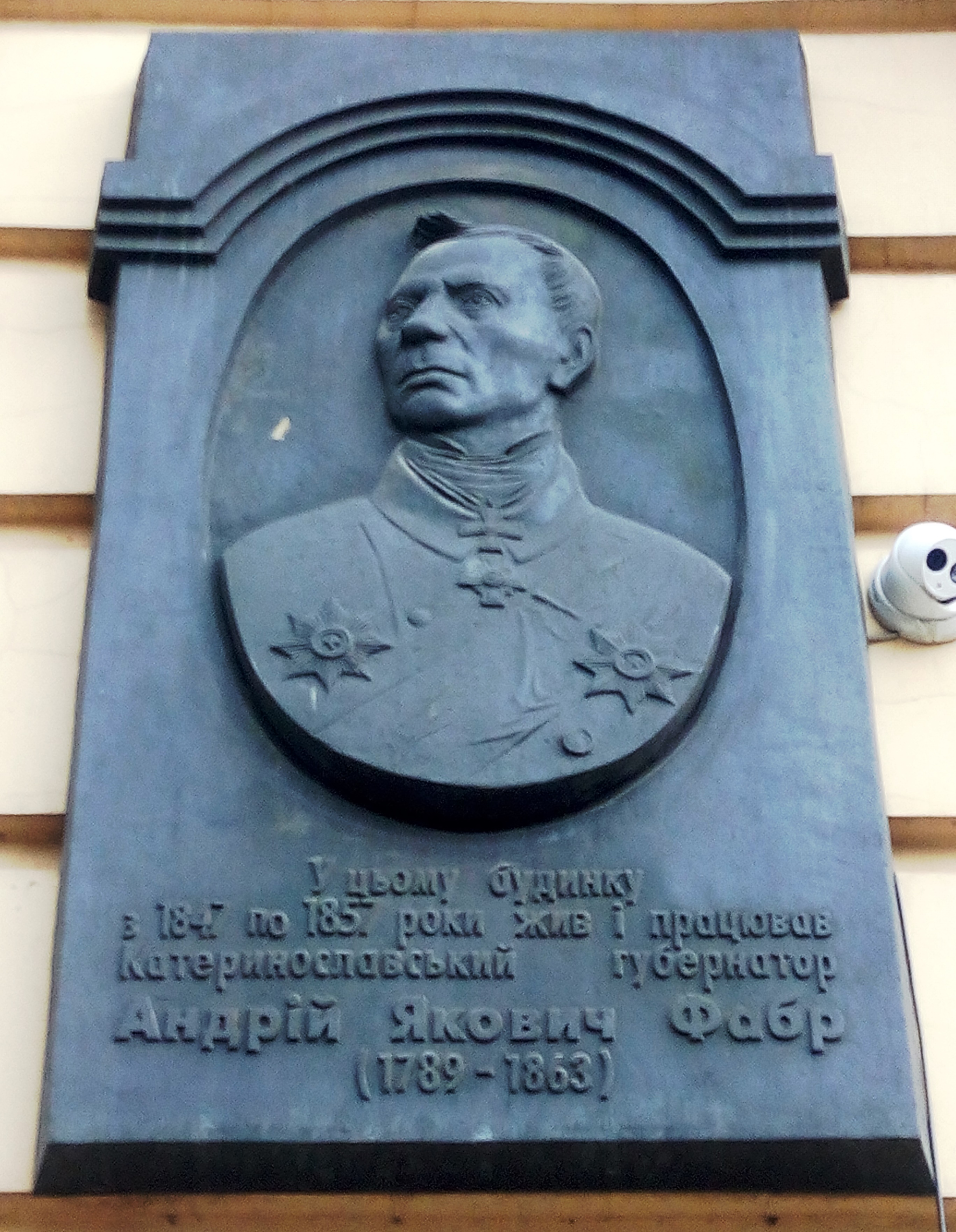
Мемориальная доска в Днепре на проспекте Яворницкого, 41 где жил и работал Андрей Фабр
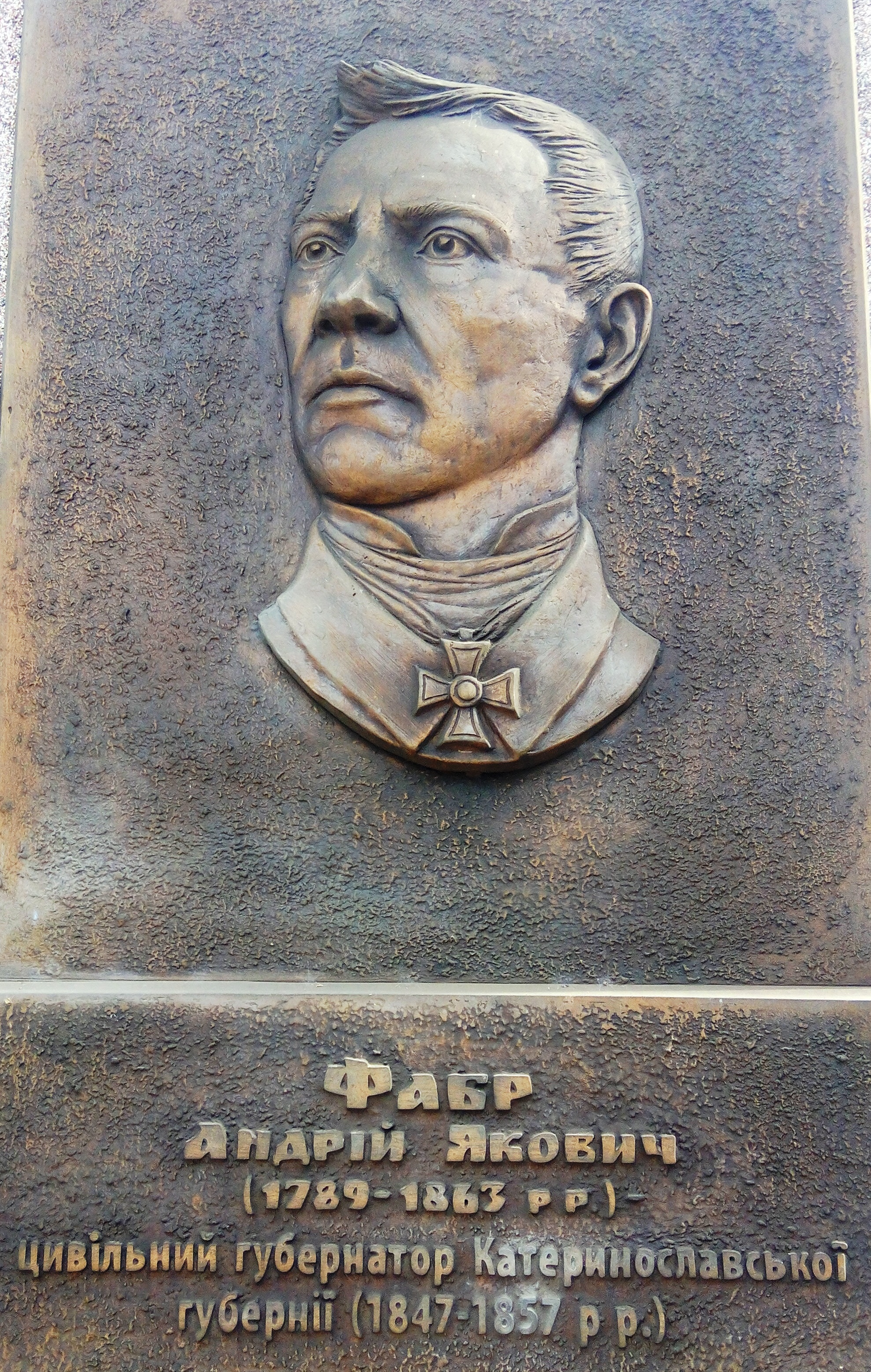
Бронзовый барельеф Андрею Фабру на площади 80-летия Днепропетровщины